# Eveline Suter
Eveline Suter (* 24. Juni 1979 in Zug) ist eine schweizerische Schauspielerin, Sängerin und Musicaldarstellerin. 

## Leben und Wirken
Von 1998 bis 2001 liess sich Suter an den Performing Arts Studios in Wien ausbilden, 2007/08 besuchte sie das Lee Strasberg Theatre and Film Institute in New York. Von 2013 bis 2018 war sie mit einem langjährigen Lebenspartner verheiratet. Seit 2020 ist sie mit Danny Stillman, einem amerikanischen Filmproduzenten verheiratet. 2019 wurde ihr gemeinsamer Sohn geboren. Das Familienleben wurde in der vierten Staffel „Hin und Weg“ von SRF DOK porträtiert. Suter hat einen Bruder und eine Schwester.
Eveline Suter spielte seit sie 18 ist in Musicals in Deutschland, Österreich und der Schweiz, drehte Werbespots und war unter anderem bei Der Landarzt und in dem Fernsehfilm Lena Wolf – Journalistin mit Herz und Verstand zu sehen. In der Sat.1-Telenovela Anna und die Liebe spielte sie 2011 die Rolle der Hochstaplerin Sandra Müller alias Fanni Lanford.
2013 wurde ihre erste CD Songs&Stories veröffentlicht. 

## Filmografie (Auswahl)

### Fernsehen
- 2002: SOKO Kitzbühel (ORF)
- 2007: Der Landarzt (ZDF)
- 2007: Der Traumjob
- 2010: Lena Wolf – Journalistin mit Herz und Verstand (Sat.1)
- 2011: Anna und die Liebe (Folge 752 bis 800)

### Kino
- 2006: Die Farbe der Sonne (Kurzfilm)
- 2007: Another Face of Time (Kurzfilm)
- 2010: Hard Stop
- 2020: Eurovision Song Contest: The Story of Fire Saga

## Theater / Musical
- 2000: Cross the Line (Ensemble); Regie: Werner Sobotka
- 2000: Body Electric (Solistin); Regie: Michael Schnack
- 2000: Time Out! (Ensemble); Regie: Erhard Pauer
- 2001: Wiener Blut (Ensemble); Regie: Joseph Köpplinger
- 2001: Verliebte und Verrückte (Ensemble); Regie: Joseph Köpplinger
- 2002: Crazy Love (Ensemble / Ruby Tuesday); Regie: Alonso Barros
- 2002: Godspell (Eveline); Regie: Bernhard Jonas
- 2002: Boeing Boeing (Schweizer Stewardess); Regie: Bernhard Jonas
- 2003: Ludwig II. (Sophie); Regie: Stefan Barbarino
- 2004: Dracula (Adriana); Regie: Marciej Korvin
- 2005: Jonas und Madelaine (Gisela / Madelaine); Regie: Marina Macura
- 2006: Mamma Mia! (Sophie Cover); Regie: Anthony Van Laast
- 2007: Sister Soul (Schwester Franziska); Regie: Frank Lorenz Engel
- 2008: Elisabeth – Die Legende einer Heiligen (Elisabeth); Regie: Reinfried Schieszler
- 2008: Joseph and the Amazing Technicolour Dreamcoat (Erzählerin); Regie: Stanislav Mosa
- 2009: Storm the Musical (Maria); Regie: Markus Bühlmann
- 2009: Evita (Evita / Mistress); Regie: Stanislav Mosa
- 2010: Kolpings Traum (Susanne); Regie: Christoph Jilo
- 2010: Evita (Evita); Regie: Marina Macura
- 2011: Die Päpstin (Riechhild, Johanna Cover); Regie: Stanislav Mosa
- 2012: Alperose (Lorraine)[1]
- 2012: Tell – das Musical (Bertha von Bruneck), Walenseebühne; Regie: Nico Rabenald
- 2012: Bibi Balu (Bibi Balu), Bernhardtheater; Regie: Paul Suter
- 2012: Swiss Christmas (Solistin); Regie: Reinfried Schieszler
- 2013: Lachner Wiehnachtszauber (Solistin); Regie: Maja Brunner
- 2014: My Fair Lady (Eliza Doolittle) auf der Walensee-Bühne; Regie: Stanislav Mosa
- 2015: Edith Piaf (Spatz und Engel) auf der Walensee-Bühne; Regie: Stanislav Mosa